# Paolo Inselvini
Paolo Inselvini (Brescia, 5 ottobre 1994) è un politico italiano.

## Biografia
Nel 2014 fonda il Gruppo Escursionistico ‘Atlantide’ e nel 2018 fonda l'Associazione Culturale ‘Radici ETS’ per promuovere attività culturali e sportive . 
Nel 2022 ha conseguito la laurea Magistrale in Giurisprudenza presso l'Università degli Studi di Brescia, con una tesi dal titolo "Carlo Magno: l’Imperium e la legittimazione del potere" .

## Carriera politica
Nel gennaio 2013, Paolo Inselvini aderisce a Fratelli d'Italia (FdI). Nel maggio 2014 si candida al consiglio comunale di Castegnato, venendo eletto con 130 preferenze. Dal 2017 è membro dell'Assemblea nazionale di FdI e dell'esecutivo nazionale di Gioventù Nazionale. Nel 2022 si candida alla Camera dei Deputati, risultando il primo dei non eletti nel collegio plurinominale Lombardia 3 P-02.

## Candidatura alle elezioni europee 2024
Nel 2024, Inselvini è candidato alle elezioni europee per Fratelli d'Italia nella circoscrizione dell’Italia Nord Occidentale, venendo eletto  con 16865 preferenze.